# Biervliet
Pour l’article homonyme, voir Joseph Van Biervliet.
Biervliet est une ville appartenant à la commune néerlandaise de Terneuzen, situé dans la province de la Zélande, en Flandre zélandaise. En 2009, le village comptait 1 657 habitants.
Biervliet a été une commune indépendante jusqu'au 1er avril 1970. À cette date, la commune a été rattachée à celle de Terneuzen.

## Histoire

### Nom
La plus ancienne mention de Biervliet se trouve dans une charte de 984 qui mentionne Fluvium Berverna. La première habitation est probablement située le long de ce cours d'eau (canal d'intrusion) : Bierfletum (1075). Le nom peut faire référence à un « cours d'eau couleur de bière » ; le germanique 'bir' ou 'bier', signifie boue, fumier. Il est également possible que le préfixe 'bier' fasse référence à l'espèce animale du castor.

### Fondation et privilèges
Biervliet appartenait à la série de villes portuaires fondées le long de la côte de la mer du Nord par les comtes flamands Thierry d'Alsace et Philippe d'Alsace pour promouvoir la vie économique. Administrativement et juridiquement, il appartenait aux Quatre-Métiers, et plus précisément à l' Ambacht Boekhoute. La frontière avec le Franc de Bruges était juste à l'extérieur de la ville, du côté ouest. À partir de 1102, Biervliet et les Quatre Métiers appartenaient à la Flandre impériale, un fief du Saint-Empire romain germanique, mais la commune voisine d'IJzendijke appartenait au fief français de Flandre royale. Sur le plan ecclésiastique, Biervliet relevait de l'Archidiocèse de Cologne (plus tard Archidiocèse d'Utrecht) et IJzendijke du diocèse de Tournai.
Biervliet a reçu les droits de cité et l'exemption de péages du comte flamand Philippe d'Alsace avant 1183. D'autres villes concernées par cette décision sont Gravelines, Mardyck, Dunkerque, Nieuport et Damme.[2]

### Prospérité et déclin
En 1224, le gouvernement de la ville a été réorganisé. Il y avait désormais deux bourgmestres et sept échevins. Il y avait alors deux paroisses et juste à l'extérieur de la ville se trouvait le château du comte de Flandre. Au XIIIe siècle, Biervliet était une ville commerciale et industrielle dynamique et florissante avec des activités de pêche et d'amarrage important pour le sel et le combustible. L'industrie du sel et du drap étaient également des piliers de la prospérité. Des marchés annuels et hebdomadaires renforcent cette position et la possession d'un port facilement accessible contribue également à cette prospérité. Biervliet était plus centré sur la ville de Gand et n'appartenait donc pas à la communauté hanséatique dirigée par Bruges.
Du côté est de Biervliet se trouvait une vaste zone de marais ou de tourbe, qui a été creusée pour récupérer la tourbe. Jusqu'à environ 1400, la ville était un centre d'industrie du sel. Le sel a été obtenu en brûlant la tourbe contenant du sel. Creuser la tourbe salée a changé la gestion de l'eau. En conséquence, les digues se sont affaiblies. En raison de graves brèches et les inondations de 1375 et de 1404, Biervliet s'est retrouvée sur une île et le commerce avec la Flandre, à l'exception de celui du sel, a alors pris fin.[3]

### Mise en tonneau du hareng
Le sel extrait à Biervliet était excellent pour la conservation du hareng.
La conservation de la viande et du poisson dans le sel est connue depuis l'Antiquité. Au XIVe siècle, le Danemark exportait du hareng salé conservé dans un tonneau, principalement de Scanie. Celui-ci était préparé à terre (éviscéré). Les pêcheurs flamands ont navigué vers les zones de pêche anglaises et ont donc dû préparé leur hareng frais en cours de route. Cet approvisionnement est entré en conflit avec l'importation régulière de poisson par la Ligue hanséatique. La nouvelle technique de mise en tonneau en mer a probablement été introduite par Willem Beukelszoon vers 1400 à Biervliet. Grâce cette technique effectuée à bord, la pêche au hareng a prospéré. La production locale de sel a également explosé.

### État de Flandre
En 1516, Biervliet dut renoncer à son indépendance. L'île est devenue encore plus déserte et désolée. De Pâques à la Pentecôte 1573, les Gueux de la mer ont occupé le site de Biervliet idéalement situé. En 1588, Biervliet passa finalement sous l'autorité de l'État et fut inclus dans le Committimus : une union avec Axel et Terneuzen qui était gouvernée depuis Middelbourg. Entre 1590 et 1604, une forteresse en forme d'étoile pentagonale irrégulière est construite par étapes au sein de l'ancienne cité médiévale. En 1643, Biervliet a son propre magistrat. Magiel de la Palma devient maire. L'église réformée a été construite dans la forteresse en 1660. Il contenait trois vitraux attribués au vitrier de Middelbourg, Cornelis van Barlaer. En 1688, l'île fut reliée au continent par l'endiguement du Groote Zuiddiepepolder. Le rattachement occidental à IJzendijke, en 1702, fut plus efficace.

### Agriculture
Régulièrement, jusqu'en 1907, de nouveaux polders se créent autour de Biervliet, agrandissant le territoire. Jusqu'à la période française, presque toutes les terres étaient entre les mains de propriétaires zélandais ; ensuite en partie aux mains des Flamands. Jacob Cats et ses descendants ont levé les dîmes sur Biervliet jusqu'en 1794. Jusqu'à cette époque, la tige de Gand était utilisée comme mesure de surface, tandis que la tige de Bruges était utilisée dans le reste de la Flandre occidentale. Jusqu'à la mécanisation de l'agriculture, Biervliet était un village agricole. En raison de la poldérisation, il y avait plusieurs ports à destination agricole, dont le dernier, le Paulinakaai, a été perdu lors du renforcement de la digue en 1970.

### Après 1940
La libération par les Canadiens, du 8 au 11 octobre 1944, fait 64 morts parmi les civils.
Avec la réorganisation du 1er avril 1970, Biervliet a été absorbée par la commune nouvellement formée de Terneuzen.

## Personnalité liée à la commune
- Willem Beukelszoon y est né.